# ラビアウ条約
ラビアウ条約（ラビアウじょうやく、ドイツ語: Vertrag von Labiau, スウェーデン語: Fördraget i Labiau）は、ブランデンブルク選帝侯フリードリヒ・ヴィルヘルムとスウェーデン王カール10世の間で、1656年11月10日（ユリウス暦）/11月20日（グレゴリオ暦）にラビアウ（現ロシア領ポレッスク）で締結された条約。北方戦争の最中にあるカール10世は、プロイセン公国とエルムラントの君主でカール10世の封臣であるフリードリヒ・ヴィルヘルムを封臣から独立国の君主に昇格させ、「フリードリヒ・ヴィルヘルムの支持を買おうとした」のだった。

## 背景
1654年に北方戦争が勃発すると、スウェーデン王カール10世はブランデンブルク選帝侯兼プロイセン公フリードリヒ・ヴィルヘルムに同盟を提案した。同盟の代償がピラウとメーメル2港の割譲と大きかったため、フリードリヒ・ヴィルヘルムは同盟を拒否、翌1655年にネーデルラント連邦共和国と防衛同盟を締結した。

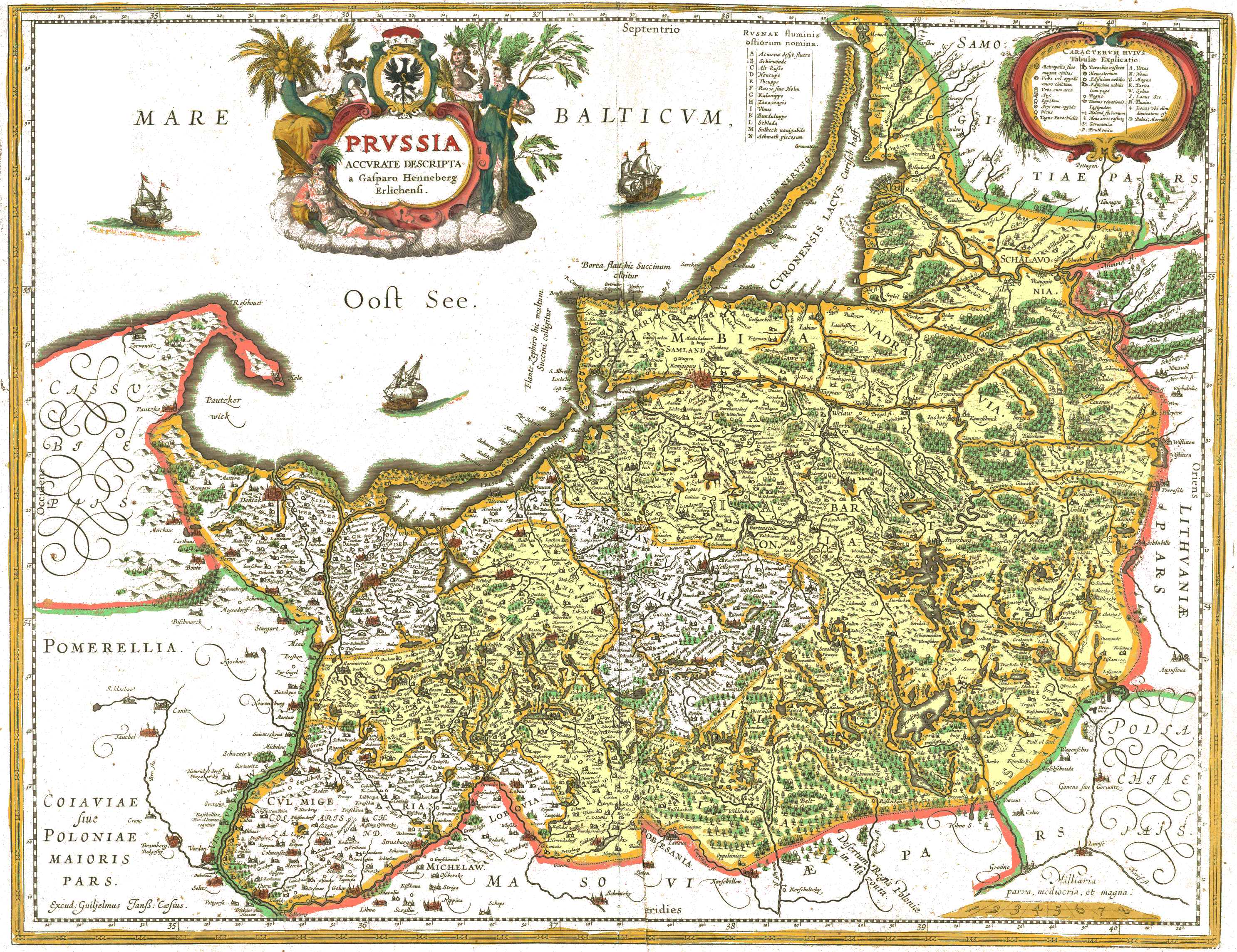
1576年に作成され、1645年に再版された地図。黄色の部分がプロイセン公国である。また、ラビアウがLabiawと表記されている。

スウェーデンが戦争を有利に進め、プロイセンまで侵攻すると、フリードリヒ・ヴィルヘルムは1656年1月7日（ユリウス暦）/1月17日（グレゴリオ暦）のケーニヒスベルク条約でプロイセンをポーランドの封土からスウェーデンの封土に鞍替えすることを余儀なくされた。さらに、ピラウとメーメルの割譲、資金と軍事援助、スウェーデンに対する港口通行税の半減を約束させられた。
スウェーデンのポーランド＝リトアニア共和国進軍が膠着状態に陥ると、カール10世とフリードリヒ・ヴィルヘルムは1656年6月15日（ユリウス暦）/6月25日（グレゴリオ暦）にマリエンブルク条約を締結した。フリードリヒ・ヴィルヘルムはポーランドのスウェーデン占領地を受け取る代償として、新しく徴集した軍を用いて7月28日から30日のワルシャワの戦いでスウェーデンを支援、「プロイセンの軍事史」の幕開けとなった。
スウェーデンはワルシャワの戦いには勝利したものの、ロシア・ツァーリ国、神聖ローマ帝国、ネーデルラント連邦共和国が続々と参戦したことで不利に陥り、ブランデンブルクのさらなる支援に依存せざるを得なかった。これにより、フリードリヒ・ヴィルヘルムは同盟の代償を吊り上げ、ラビアウ条約でカール10世にそれを認めさせた。

## 内容
カール10世はフリードリヒ・ヴィルヘルムの治めるプロイセン公国とエルムラントが独立国に昇格することを承認した。これにより、フリードリヒ・ヴィルヘルムはプロイセン領の公から「プリンセプス・スンムス・エト・スウェレヌス」（princeps summus & Suverenus）に昇格した。また、条約の第3条ではフリードリヒ・ヴィルヘルムの後継者にも「プリンセプス・スンムス・エト・アブソルティ・スウェレヌス」（princeps summus & absoluti Suverenus）として同じ権利を承認した。
スウェーデンはプロイセンの港における関税の徴収権を放棄、フリードリヒ・ヴィルヘルムはその代償として12万リクスダラーを支払う。また、カルヴァン派であるフリードリヒ・ヴィルヘルムはルター派の信教の自由を許可、マリエンブルク条約の第4条とケーニヒスベルク条約の第17条を確認した形となった。
秘密条項ではフリードリヒ・ヴィルヘルムがスウェーデンによる、プロイセンとスウェーデン領リヴォニアの間のバルト海沿岸部、すなわちクールラント・ゼムガレン公国、リトアニア大公国、ジェマイティヤ公国への請求を支持することに同意した。

## 結果

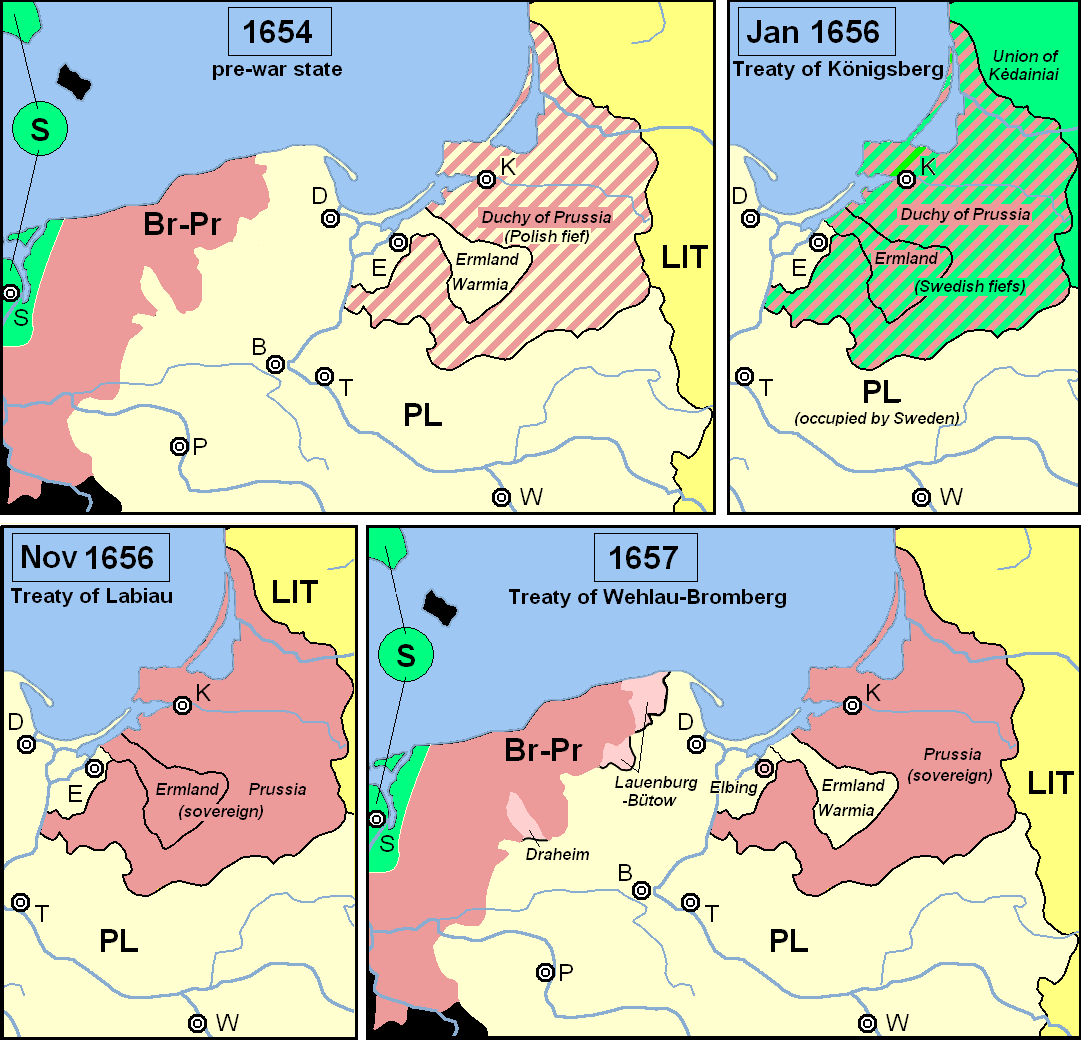
（左上）北方戦争以前、ポーランドの封土としてのプロイセン公国。
（右上）ケーニヒスベルク条約以降、スウェーデンの封土としてのプロイセン公国。
（左下）ラビアウ条約によりスウェーデンのくびきを脱し、（右下）ブロンベルク条約によりポーランドのくびきを脱した。

ラビアウ条約の後、フリードリヒ・ヴィルヘルムはまず1657年初に軍を派遣してカール10世のポーランド戦役に加勢した。しかし、デンマーク＝ノルウェーが参戦して、カール10世がポーランドを離れてデンマークへの氷上侵攻を実行すると、フリードリヒ・ヴィルヘルムはポーランドから撤退してプロイセンの守備を固めた。
神聖ローマ皇帝フェルディナント3世の代表が「ポーランドがホーエンツォレルン家のプロイセンにおける主権を認め、その代償としてフリードリヒ・ヴィルヘルムが反スウェーデン同盟に加入、次の神聖ローマ皇帝選挙でハプスブルク家を支持する」と提案すると、フリードリヒ・ヴィルヘルムはこの提案に前向きな態度を示した。その後、ポーランド軍のヤン・ソビェスキが秘密条約のヴェーラウ条約を1657年9月19日に締結、ホーエンツォレルン家のプロイセンにおける主権（エルムラントは除く）を承認した。その代償として、ブランデンブルク＝プロイセンとポーランドの間で「永久同盟」が締結され、プロイセンにおけるカトリックの信教の自由が認められた。
ヴェーラウ条約の内容が11月のブロンベルク条約で確認された後、ブランデンブルクは反スウェーデン戦役を開始した。また、ハプスブルク家のレオポルト1世が1658年2月にフリードリヒ・ヴィルヘルムと条約を締結、スウェーデン領ポンメルンにおける戦役への支援として軍勢1万がフリードリヒ・ヴィルヘルムに派遣されると、彼は皇帝選挙でレオポルトに票を投じた。
1701年1月18日、プロイセン公フリードリヒ1世は公国の主権に基づいてプロイセンの王として戴冠した。